# منتزعة الكبريت الأكريليكية
منتزعة الكبريت الأكريليكية (الاسم العلمي: Desulfovibrio acrylicus) هي نوع من البكتيريا، سلبية الغرام، تتبع جنس منتزعة الكبريت.